# Оскова
Оскова је насељено мјесто у Босни и Херцеговини у општини Бановићи које административно припада Федерацији Босне и Херцеговине. Према попису становништва из 1991. у насељу је живјело 558 становника.

## Становништво
| Националност       | 1991.        | 1981.        | 1971.        |
| Муслимани          | 279 (50,00%) | 167 (33,60%) | 103 (21,59%) |
| Срби               | 96 (17,20%)  | 142 (28,57%) | 225 (47,16%) |
| Хрвати             | 41 (7,34%)   | 54 (10,86%)  | 84 (17,61%)  |
| Југословени        | 137 (24,55%) | 114 (22,93%) | 57 (11,94%)  |
| остали и непознато | 5 (0,89%)    | 20 (4,02%)   | 8 (1,67%)    |
| Укупно             | 558          | 497          | 477          |